# 中国海岸线
中国拥有近300万平方公里的海域与3.2萬公里长的海岸线，名列世界第6位。海岸线分为大陆岸线与海岛岸线，其中大陆岸线为1.8萬公里。其北部起始点为鸭绿江口，南方终点为北仑河口。

## 分布
- 中生代以来形成的构造体系控制了整个海岸的分布格局。
- 杭州灣甬江口以北，海岸线穿过几个隆起带和沉降带，海岸地形表现为上升的岩岸与下降的沙岸交错分布，但以沙岸居多。
- 杭州灣甬江口以南的东南沿海地区则为整体抬升的沙岸，其间镶嵌了小块的河口平原。
- 大致在北回归线以南的地方，在沙岸與岩岸的基础上，或发育了珊瑚礁，或丛生红树林，形成了中国另一个重要的海岸类型——生物海岸。[1][2]

## 分类
根据海岸的地貌特点，中国海岸可分为以下几类：
1. 平原海岸(沙岸)
2. 山地丘陵海岸(岩岸)
3. 生物海岸

- 平原海岸可分成：三角洲、砂砾质海岸、淤泥质海岸，如黃河三角洲、杭州灣三角洲等。
- 山地丘陵海岸為岬灣式海岸、以山東半島和遼東半島為主
- 生物海岸可分成：红树林海岸、珊瑚礁海岸，南海諸島是珊瑚礁海岸，紅樹林海岸分布在廣東、廣西、海南三省沿岸，以海南島的紅樹林最為茂盛，是中國最大了一片紅樹林保護區。[3]

## 平原海岸
可分为三角洲与三角湾海岸、淤泥质平原海岸及砂质或砾质平原海岸等3类。   

### 三角洲海岸（包括三角湾）
三角洲海岸是平原海岸中—个重要组成部分。是河流在河口不斷堆積而成的。这类海岸在黄河、长江、珠江等河口较为典型，其他如滦河、韩江及台湾的浊水溪等河口也都有发育。位于钱塘江河口的杭州湾则是三角湾的典型。
- 黄河每年入海泥沙达12亿吨，其中40%在河口附近堆积，河口沙嘴以每年2～3千米的速度向海伸展，三角洲岸线不断前进，尾闾河段延长，河床纵比降减小。由于尾闾多次摆动，形成扇形复合三角洲。
- 长江口和钱塘江口在冰河時代後期时均为溺谷式海湾，导致发育过程殊异。长江水量丰富，每年有4.86亿吨泥沙向河口输送，水丰沙多，河口沙岛发育，河口边滩不断淤涨。在岸线向海推进过程中，不仅建造了辽阔的三角洲平原，而且在内陆架上形成了一个庞大的水下三角洲；钱塘江水丰沙少，年径流量比黄河略低，年内输沙量只有668万吨，不到黄河的1／200，远远不足以建造三角洲，因而杭州湾至今仍保留原始的漏斗状形态。
- 珠江三角洲是一个多岛式三角洲，珠江流域来沙不多，年输沙量不足1亿吨，但是多岛屿的浅海湾有利于泥沙淤积。

### 淤泥质平原海岸
主要分布在渤海的辽东湾、渤海湾和莱州湾沿岸及濒临黄海的苏北海岸。淤泥质平原海岸的特点是滩地宽广、滩坡平缓，携带大量细颗粒泥沙入海的河流，特别是黄河，对中国淤泥质平原海岸的发育具有极其重要的作用。

## 山地丘陵海岸
山东半岛和辽东半岛海岸、杭州湾以南海岸，绝大部分都是山地丘陵海岸，多为岬湾式海岸。

### 岬湾(谷灣)式海岸
具有突出的海岬和深入的海湾，岬湾相间，岸线曲折。海岬处多有海蚀地貌，海湾内则出现海积地貌。包括：
1. 辽东半岛南端，组成山体的基岩为致密紧硬的古老变质岩。
2. 山东半岛南部、福建和广东沿海由花岗岩构成的岸段，因花岗岩易于风化，海积地貌十分发育，形成了各种类型的沙坝。
3. 浙东、闽北岸段亦为山地丘陵海岸，海岸曲折，港湾深入，成為天然良港。
4. 在辽东半岛东部和粤西海岸，因分别接受鸭绿江和珠江携出的细颗粒泥沙堆积，也发育了规模不一的基岩港湾淤泥质海岸。

## 生物海岸
分为珊瑚礁海岸和红树林海岸两类。

### 珊瑚礁海岸
中国的珊瑚礁主要分布在南海诸岛、海南岛沿海、雷州半岛南部沿海

### 红树林海岸
中国的红树林主要分布在广东、广西、海南沿海，福建沿海也有分布。它们大多生长在海湾和澙湖中，尤以海南岛的红树林最为繁茂。

## 海峡
中国沿海有不少海峡，较知名有的以下三个：
- 渤海海峡
- 台湾海峡（请参阅台湾问题）
- 琼州海峡

## 港湾
中国大小海湾数量众多，面积在10平方公里以上的达150余个。好的海湾常常伴随着良港。中国海岸线上有众多驰名世界的优良港口，包括：
- 大连港
- 秦皇岛港
- 天津港
- 烟台港
- 青岛港
- 连云港
- 上海港（包括洋山深水港）
- 宁波港
- 厦门港
- 广州港
- 香港